# غاز آفریقایی

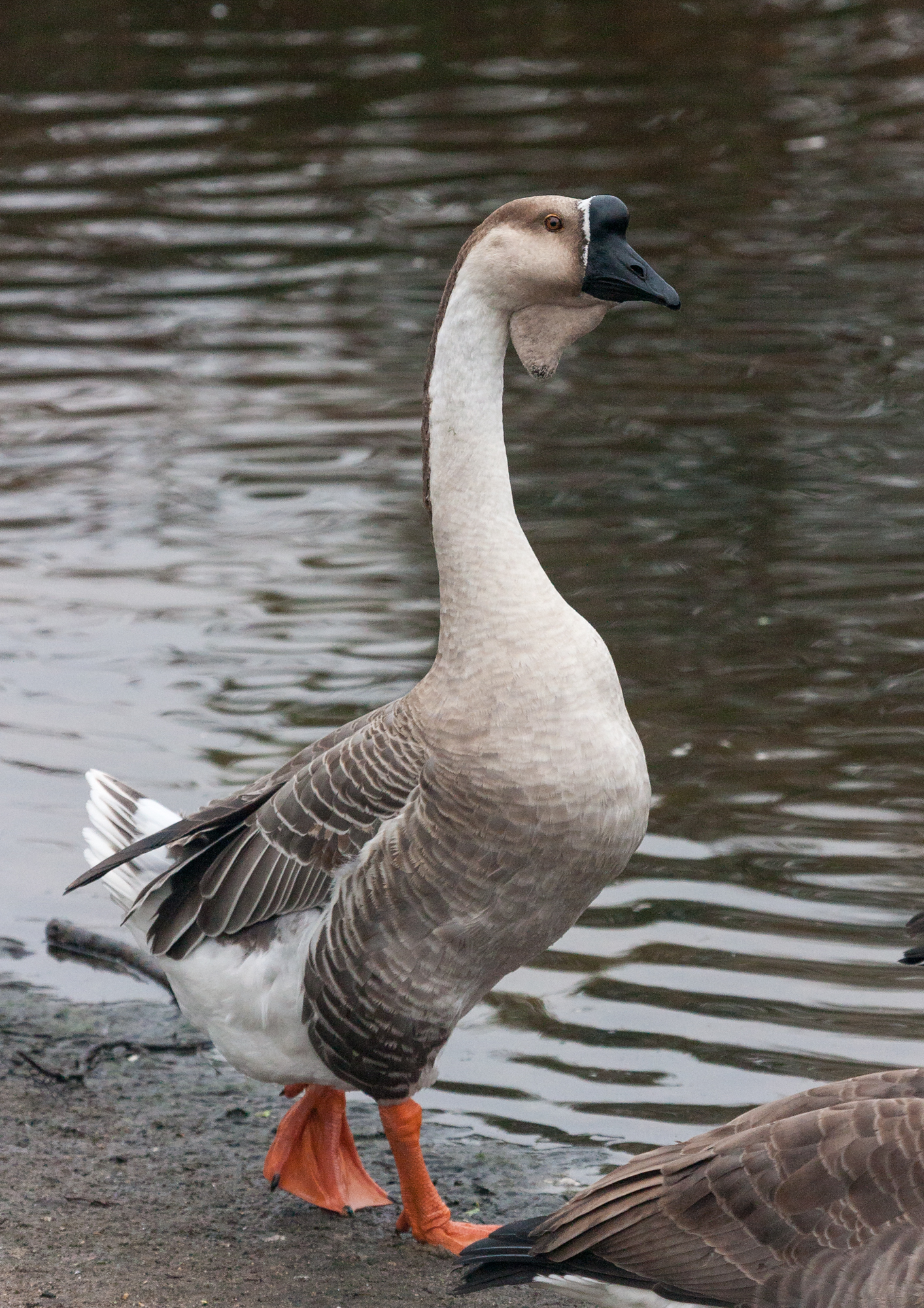
غاز آفریقایی قهوه‌ای

غاز آفریقایی (به انگلیسی: African goose) نژادی از غازهای اهلی است که از غاز قونما وحشی (Anser cygnoides) مشتق شده‌است. با وجود نام غاز آفریقایی، آنها در واقع از نوع غاز آفریقایی یعنی آفریقا نیستند بلکه از نسل غاز چینی هستند.
غازهای آفریقایی اغلب برای گوشت و پر پرورش داده می‌شوند؛ بنابراین آنها را معمولاً اهلی کرده و در مزارع پرورش می‌دهند. در آب و هوای شمالی، اگر غازهای آفریقایی در ماه‌های زمستان از سرما حفاظت نشوند، دسته‌های غازهای آفریقایی دچار یخ‌زدگی می‌شوند. اگر تاج پیشانی یخ زده باشد، ممکن است نارنجی شود. هنگامی که بافت بهبود می‌یابد، معمولاً پس از یک سال، این تاج به رنگ سیاه بازمی‌گردد.